# 加藤明子
加藤 明子（かとう あきこ、1976年5月7日 - ）は、朝日放送テレビ（ABCテレビ）のアナウンサー。

## 来歴・人物
神奈川県横浜市出身で、法政大学女子高等学校、法政大学経営学部卒業。
高校と大学の同級生に声優の飯塚雅弓がいる。
大学時代には日本テレビアナウンス学院（現在の日テレ学院アナウンサー養成コース）に通っていた。日本テレビ『ジパングあさ6』の生CMのコーナーに出演していたこともある。
大学卒業後の1999年に、アナウンサーとして朝日放送へ入社。同期入社のアナウンサーに、清水貴之がいる。
入社当初はスポーツ番組への出演を志望していたが、実際には朝日放送テレビ制作・テレビ朝日系列全国ネットの番組をはじめ、情報・バラエティ番組へ出演する機会が多い。2008年6月29日から2010年3月14日までは、毎週日曜日深夜（月曜未明）のラジオの放送終了のアナウンスも担当していた。
全国ネットのテレビ番組では、過去に『世界痛快伝説!!運命のダダダダーン!』のアシスタントを担当していた。『朝だ!生です旅サラダ』では、中継リポーターのほか、向井亜紀の休養時に代役としてレギュラー出演。2012年4月6日放送分からスタジオ進行アナウンサーとして復帰していたが、同年12月22日放送分で降板した。また、2009年4月より『パネルクイズ アタック25』の出題者（アシスタント担当兼務）を担当。
朝日放送ラジオ（ABCラジオ）では、2010年7月5日から2011年3月末までは、武田和歌子の産休を受けて生ワイド番組『武田和歌子のぴたっと。』月～水曜日のパーソナリティ代理を担当。2010年度のプロ野球オフシーズン（同年10月～2011年3月23日）には、関連番組『スポーツにぴたっと。』の月曜日から水曜日において、入社1年目以来12年振りにスポーツ情報番組にレギュラー出演した。
2012年8月15日に、法政大学の先輩でもある朝日放送の先輩社員と結婚したことを、当時アシスタントを務めていた『雨上がりのやまとナゼ?しこ』（朝日放送テレビ）の収録中に公表、2013年3月に妊娠7ヵ月であることを公表した。同年5月末より産前産後休暇に入ることに伴い、『雨上がりのやまとナゼ?しこ』を2013年3月26日放送分、『アタック25』並びにラジオ番組『仁鶴の楽書き帖』を同月31日放送分をもって一旦降板。
2015年春に産休休暇を終え、同年4月より『アタック25』と『仁鶴の楽書き帖』に復帰。
2016年には、劇中に『アタック25』が登場する映画『バースデーカード』に出演。

## 現在の出演番組

### テレビ
- 教えて!ニュースライブ 正義のミカタ（2017年8月26日 - 、3代目アシスタント）
- キラメキのちから（2020年4月6日 - 、ナレーション）
- ABC NEWS（不定期）

この他、緊急警報放送の試験信号放送でアナウンスを担当。特別番組の司会・進行を担当したり、塚本麻里衣の代理として『キャスト』のサブキャスターを務めたりすることもあった。

### ラジオ
- ABCニュース（不定期、第1子出産準備に伴うレギュラー番組からの降板後も産前産後休暇の直前まで担当）
- R→933（2021年9月28日 - 、ナレーション）
- 文珍・小佐田 夜のひだまり（2023年7月 - 、アシスタント）
- 毎週日曜日深夜（月曜未明）のラジオの放送終了 ナレーション（2008年6月29日 - 2010年3月14日[注 3]、2016年3月21日 - 2018年3月26日[注 4]）

## 過去の出演番組

### テレビ
- わいど!ABC
- おはよう朝日土曜日です（アシスタント）
- ムーブ! （サブキャスター）
- プロジェクトQ（クイズナレーター）
- 美味彩菜（ナレーター）
- M-1グランプリ2005 リターンズ（陣内智則と共に司会を担当）
- 美女裁判〜恋愛裁判員制度〜（ナレーター、2008年11月 - 2010年3月）
- 雨上がりのやまとナゼ?しこ（2011年11月1日‐2013年3月26日）アシスタント
- マンスリーABC（2021年7月 - 9月および2022年2月 - 2023年7月、橋詰優子休養に伴う司会代理[注 5]）

以下は朝日放送（当時）制作・ANN系列全国ネットの番組
- 世界痛快伝説!!運命のダダダダーン!（アシスタント）
- M-1グランプリ （決勝・敗者復活戦会場でのリポーター）
- パネルクイズ アタック25（ANN系列全国ネット、2009年4月5日 - 2013年3月31日、2015年4月5日 - 2021年9月26日）出題・アシスタント
- さようなら児玉清さん 〜パネルクイズ アタック25特別番組〜（2011年5月22日）
- ABCお笑いグランプリ（リポーター）
- 朝だ!生です旅サラダ（2012年4月7日 - 12月22日）スタジオ進行を担当。過去にもリポーターやレギュラー代理で出演。

### ラジオ
- レギュラーの三度目の正直!?
- 流星倶楽部（2008年4月 - 2008年9月）再放送時のナレーションを担当
- 山中つよしの美・happy（2009年4月‐2011年10月）
- 仁鶴の楽書き帖（アシスタント）

以下の番組では、武田和歌子の産休期間中に月～水曜日のパーソナリティ代理を担当。
- 武田和歌子のぴたっと。（2010年7月5日 - 2011年3月30日）
- スポーツにぴたっと。（2010年度）